# Jürgen Rauchbauer
Jürgen Rauchbauer (* 15. Mai 1984 in Eisenstadt) ist ein ehemaliger österreichischer Fußballspieler. Er nahm an der U-19-Europameisterschaft in Liechtenstein teil, wo er mit Österreich den dritten Platz erreichte. Von 2002 bis 2004 spielte er beim FK Austria Wien. Von 2004 bis 2005 spielte er bei der SV Mattersburg, wo er zu seinem einzigen Einsatz in der Bundesliga kam. Bei der 1:2-Niederlage der Mattersburger beim FC Wacker Innsbruck am 26. Mai 2005 wurde er in der 89. Spielminute anstelle von Sergei Mandreko eingewechselt.
Im Juni 2005 beendete Rauchbauer aus privaten Gründen seine kurze Profilaufbahn und wechselte zum SC Ritzing in die Regionalliga Ost. Im Jänner 2007 wurde er vom ASK Baumgarten verpflichtet. Im Juni 2009 wechselte er zum SC Oberpullendorf. Ab Juni 2010 spielte er für den SC Bad Sauerbrunn und wechselte von diesem in der Winterpause 2013/14 nach Wien zum Margaretner AC, bei dem er in der Winterpause 2014/15 im Alter von 30 Jahren seine aktive Karriere beendete.